# ATI Mach
A linha ATI Mach foi uma série de aceleradores gráficos 2D para computadores pessoais desenvolvidos pela ATI Technologies. Tornou-se uma extensão (e eventual sucessora) da série de placas ATI Wonder. O primeiro chip da série foi o ATI Mach8. Era essencialmente um clone do IBM 8514/A com algumas extensões notáveis, como fontes Crystal. Sendo um dos primeiros chips aceleradores gráficos do mercado, o Mach8 não tinha um núcleo VGA integrado. Para usar as primeiras placas de coprocessador Mach8, era necessária uma placa VGA separada. Isso aumentou o custo de propriedade, pois era preciso comprar duas, em vez de uma, placas de expansão para gráficos. Uma solução temporária foi apresentada com as placas ATI Graphics Ultra/Vantage, que combinavam uma ATI 8514 Ultra e uma VGA Wonder+ em uma única placa (embora usando CIs discretos). O chip Mach32 foi o sucessor do Mach8, que finalmente apresentou um núcleo VGA integrado, suporte a cores reais e um caminho de dados de 64 bits para memória interna.

## Modelos

### Mach 8
Lançado: 1990
- Clone do IBM 8514/A
- Suporte para modos de cores de até 8 bits
- Núcleo gráfico opcional VGAWonder 2 (28800) (com 256–512 dedicados KiB DRAM)
- 512 KiB ou 1 MiB disponível com DRAM ou VRAM
- Porto: ISA, MCA

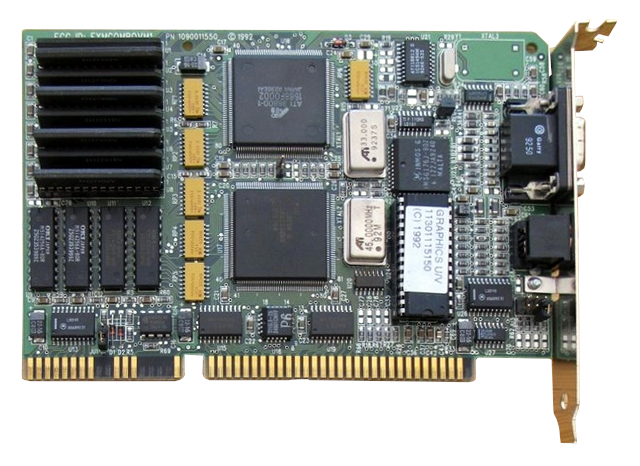
ATI Graphics Ultra ISA (Mach8 + VGA)

O chip Mach 32 foi usado nos seguintes produtos ATI:
- Graphics Wonder (DRAM)
- Graphics Ultra + (DRAM, RAMDAC rápido)
- Graphics Ultra CLX (DRAM, versão OEM com custo reduzido)
- Graphics Ultra Pro (VRAM)
- Graphics Ultra XLR (VRAM, versão OEM com custo reduzido)

### Mach 32
Lançado: 1992
- Acelerador de GUI de 32 bits com suporte básico a DOS
- Suporte limitado VESA VBE
- Suporte para 15 bpp (bits por pixel), 16 bpp e 24 modos de cores bpp adicionados
- Memória de vídeo: 1 ou 2 MiB DRAM ou VRAM
- Interface de memória: 64 bits
- Porta: ISA, EISA, VLB, PCI, MCA
- Núcleo VGA integrado
- 100% compatível com IBM 8514/A

O chip Mach 64 foi usado nos seguintes produtos ATI:
- 8514 Ultra (VRAM, apenas coprocessador)
- 8514 Vantage (DRAM, apenas coprocessador)
- Graphics Vantage (DRAM)
- Graphics Ultra (VRAM)
- VGAWonder GT (Repackaged Graphics Ultra, 1 Padrão de RAM MiB)

### Mach 64
Lançado: 1994

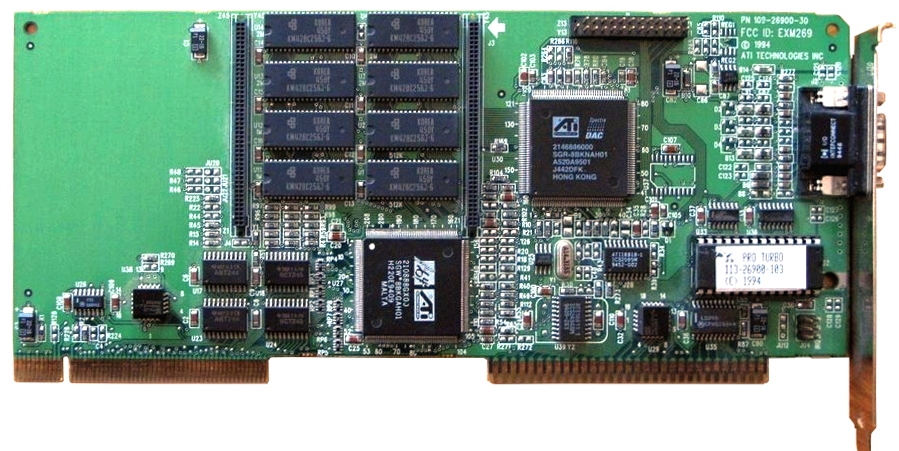
Graphics Pro Turbo VLB (Mach64GX)

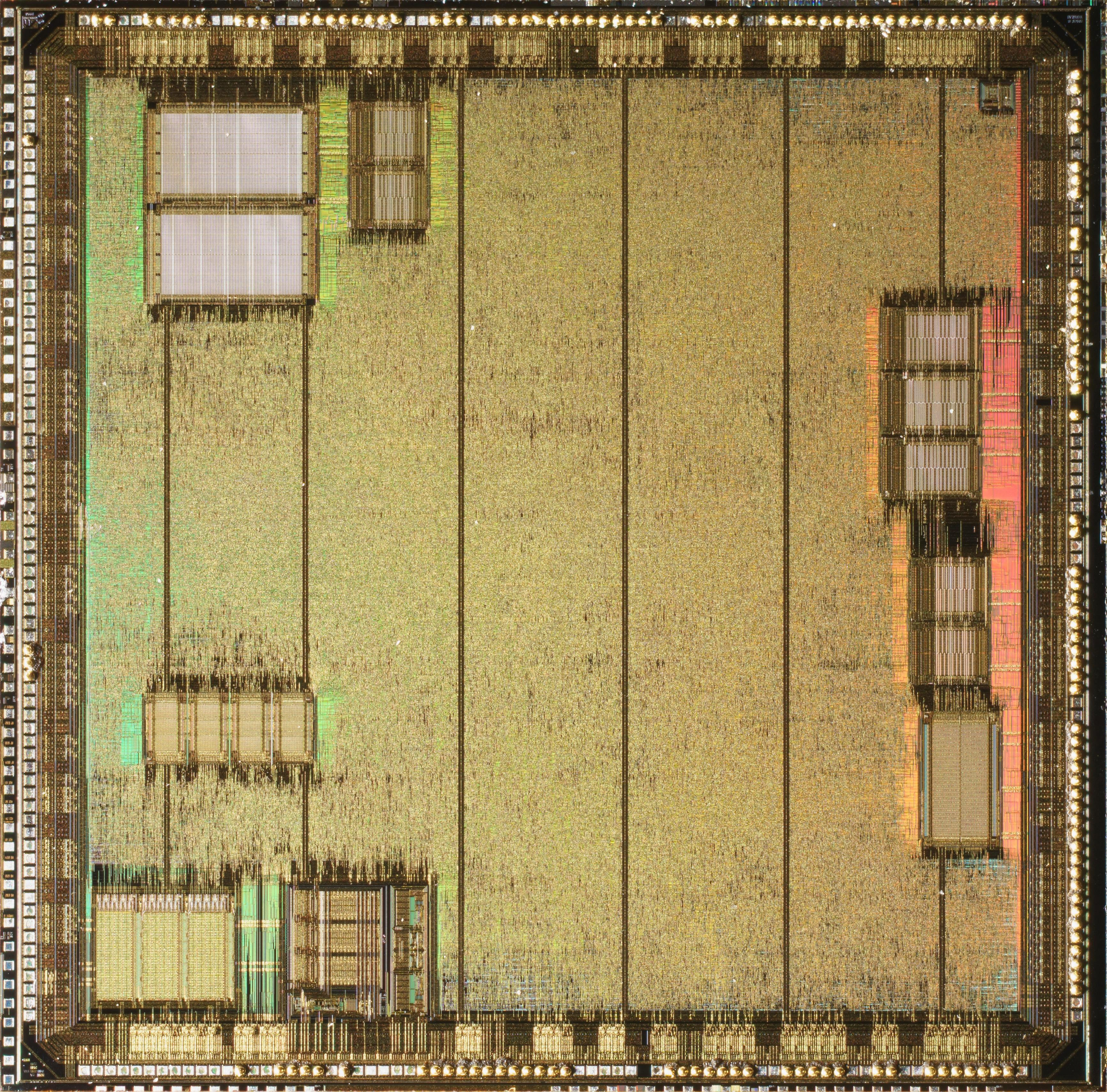
Foto do Mach64 GT-B

- Acelerador de GUI de 64 bits com suporte básico a DOS
- Suporte limitado VESA VBE
- Memória de vídeo: 1, 2, 4 ou 8 MiB DRAM, VRAM ou SGRAM
- Interface de memória: 64 bits
- Porta: ISA, VLB, PCI
- Variantes:
  - "Mach64 CX/210888" - Chipset original, incomum (até 2 MiB DRAM, ou 4 MiB VRAM)
  - "Mach64 GX/210888GX" - Recursos aprimorados de reprodução de vídeo
  - "Mach64 ET/210888ET" - Incorporado???
  - "Mach64 CT/264CT - Mach64 de custo reduzido com RAMDAC integrado e chip de clock (até 2 MiB DRAM)
  - "Mach64 VT/264VT - Conector AMC (Suporte para sintonizador de TV )
  - "Mach64 VT/264VT2
  - "Mach64 VT/264VT4 - Última placa ATi 2D, possui alguns recursos 3D básicos que não devem ser usados
  - "Mach64 GT/264GT 3D Rage" - Capacidades 3D
  - "Mach64 GT-B/264GT-B 3D Rage II - Suporte SDRAM e SGRAM (até 8 MiB)
  - "Mach64 LT/264LT" - Versão móvel de baixo consumo do Mach64 GT

O chip Mach 8 foi usado nos seguintes produtos ATI:
Família Mach64 GX:
- Graphics Xpression (1 ou 2 MiB DRAM)
- Graphics Pro Turbo (2 ou 4 MiB VRAM)
- WinTurbo (1 ou 2 MiB VRAM, não atualizável)
- Graphics Pro Turbo 1600 (RAMDAC rápido, somente PCI)
- XCLAIM GA (Macintosh)

Família Mach64 CT:
- WinBoost (1 MiB DRAM, atualizável para 2 MiB)
- WinCharger (2 MiB DRAM)

Família Mach64 VT:
- Video Charger
- Video Xpression (Mach64VT / Mach64 VT2)
- Vídeo Xpression+ (Mach64 VT4)

Família Mach64 GT:
- 3D Xpression (2 MiB EDO DRAM))

Família Mach64 GT-B:
- 3D Charger (2 MiB EDO DRAM)
- 3D XPRESSION+ (2 ou 4 (MiB SDRAM)
- 3D XPRESSION+ PC2TV (saída de TV)
- 3D Pro Turbo (2, 4, 6 ou 8 MiB SGRAM)
- 3D Pro Turbo+ PC2TV (saída de TV)
- Xclaim VR - versões iniciais (Macintosh, 2, 4 ou 8 MiB SGRAM (entrada de vídeo e saída de vídeo)
- Xclaim 3D - versões anteriores (Macintosh, 4 ou 8 MiB SGRAM)
- All-In-Wonder (SDRAM, sintonizador de TV)

Os chips 3D Rage e 3D Rage II também eram conhecidos como Mach64 GT e Mach64 GT-B, respectivamente. O apelido Mach64 foi eliminado com a introdução do 3D Rage Pro.